# Horst Stein

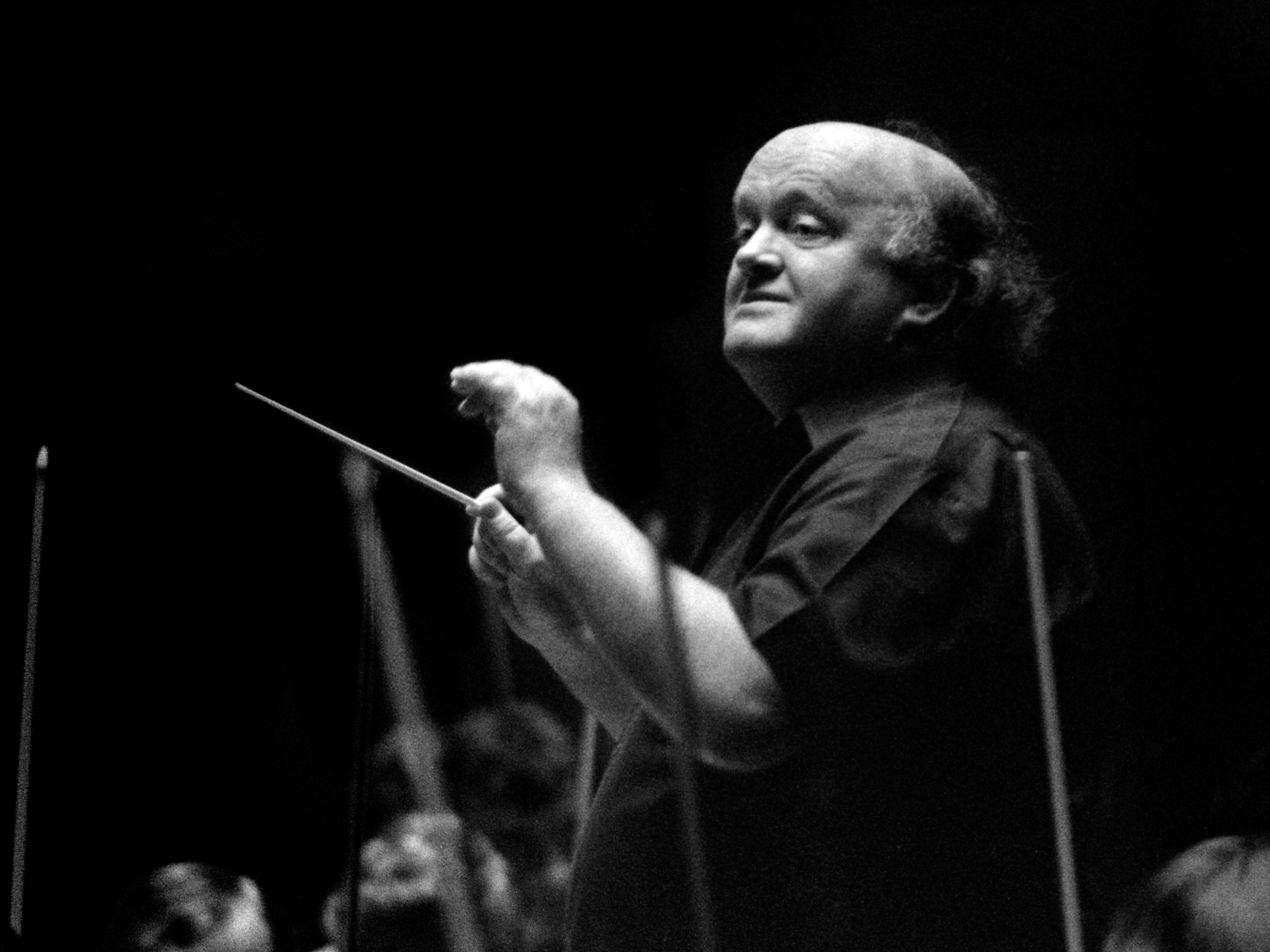
Horst Stein

Horst Walter Stein (Elberfeld, Alemania; 2 de mayo de 1928-Vandœuvres, Suiza; 27 de julio de 2008) fue un director de orquesta alemán, especialista en la interpretación de la música de Richard Wagner, Richard Strauss y Max Reger.

## Infancia y juventud
Hijo de un mecánico, estudió en Fráncfort del Meno piano, oboe y canto. Continuó sus estudios universitarios en Colonia, donde recibió clases de composición de Philipp Jarnach. De 1947 a 1951 trabajó como maestro de ensayos en Wuppertal.

## Dirección de orquestas
En 1955, Stein dirigió en el acto de apertura de la Staatsoper Unter den Linden (Ópera Estatal de Berlín), en la que trabajó como Staatskapellmeister. Entre 1961 y 1963, trabajó a las órdenes de Rolf Liebermann en la Ópera del Estado de Hamburgo. Entre 1963 y 1970, Stein fue director de orquesta y ópera en el Teatro Nacional de Mannheim. Stein dirigió regularmente en la Ópera Estatal de Viena entre 1969 y 1971. Regresó a la Ópera del Estado de Hamburgo como director musical general en 1972 y ocupó el cargo hasta 1977. Mantuvo una relación especialmente estrecha con la Orquesta Sinfónica de Bamberg, la Orquesta de la Suisse Romande y la Orquesta Sinfónica de Basilea.

## Festival de Bayreuth
En 1952, Stein comenzó a trabajar como director de ensayos en el Festival de Bayreuth. Lo hizo para directores como Joseph Keilberth, Hans Knappertsbusch, Clemens Krauss o Herbert von Karajan. Posteriormente se convirtió en uno de los directores titulares habituales en el Festival, donde dirigió repetidamente las grandes óperas de Wagner, entre otras Parsifal, El anillo de los nibelungos, Tannhauser, Tristán e Isolda y, en 1983, Los maestros cantores de Núremberg, en la conmemoración del centenario de la producción de tal ópera en Bayreuth.